# Niesułków (gmina)
Niesułków – dawna gmina wiejska istniejąca do 1954 roku w Łódzkiem. Nazwa gminy pochodzi od wsi Niesułków, lecz siedzibą władz gminy była Lipka.
W okresie międzywojennym gmina Niesułków należała do powiatu brzezińskiego w woj. łódzkim. Po zakończeniu II wojny światowej gmina zachowała przynależność administracyjną. Została utworzona Gminna Rada Narodowa w Niesułkowie. W 1950 roku funkcję wykonawczą Zarządu Gminnego przejęło Prezydium Gminnej Rady Narodowej. Według stanu z dnia 1 lipca 1952 roku gmina składała się z 14 gromad: Anielin-Kazimierzów, Bartolin, Dąbrówka Duża, Dąbrówka Mała, Lipka, Niesułków, Niesułków kol., Nowostawy Dolne, Nowostawy Górne, Poćwiardówka, Sierżnia, Skoszewy Nowe, Skoszewy Stare i Warszewice.
Jednostka została zniesiona 29 września 1954 roku wraz z reformą wprowadzającą gromady w miejsce gmin. Z obszaru gminy utworzono Gromadzkie Rady Narodowe. Po reaktywowaniu gmin z dniem 1 stycznia 1973 roku gminy nie przywrócono, a jej dawny obszar wszedł głównie w skład gmin Stryków i Brzeziny oraz częściowo Nowosolna.